# 万栄寺 (東京都北区)
万栄寺（まんえいじ）は、東京都北区にある真宗大谷派の寺院。

## 歴史
1948年（昭和23年）に開山された。当寺の前身は1931年（昭和6年）に設立された「万栄教会」である。万栄教会は新潟県西蒲原郡中之口村（現・新潟市西蒲区）の同宗派寺院だった円明寺及び周辺寺院の檀家で、東京に上京した傍系の分家などの教化を図るべく設立されたものである。その頃は豊島区の現在の都電荒川線向原停留場の付近にあったが、空襲で焼失してしまった。
戦後に活動を再開し、1948年（昭和23年）に北区中里にあった民家を改築し、「万栄寺」として再出発をした。その後、1987年（昭和62年）に現在地に移転した。

## 交通アクセス
- 田端駅より徒歩4分（経路案内）。